# آیلی (کومونه)
آیلی (به ایتالیایی: Aielli) یک کومونه در ایتالیا است که در استان لاکویلا واقع شده‌است.

## خصوصیات
آیلی ۳۵ کیلومترمربع مساحت و ۱٬۴۳۹ نفر جمعیت دارد و ۱٬۰۲۱ متر بالاتر از سطح دریا واقع شده‌است.